# Спілка українських автономістів-федералістів
Спілка українських автономістів-федералістів — помірковано-консервативна політична формація (березень-червень 1917), яка відновила діяльність довоєнної Української демократично-радикальної партії; незабаром змінила назву на Українську партію соціалістів-федералістів.
12—13 березня 1917 в Києві відбувся з'їзд ТУП, на якому були присутні представники від громад України, а також Петрограда (нині м. Санкт-Петербург) і Москви, головував Михайло Грушевський, заступники голови — Олександр Лотоцький та Ілля Шраг. З'їзд розглянув ряд політичних питань і ухвалив підтримувати Тимчасовий уряд та Українську Центральну Раду. Було вирішено надати організації нову назву, яка більше відповідає її головному програмному завданню, — «Союз українських автономістів-федералістів». З'їзд закликав негайно змагатися за автономію України у складі Росії, яку мають остаточно затвердити Всеросійські Установчі збори. До ЦК (Ради) союзу були обрані Василь Біднов, Дмитро Дорошенко, Сергій Єфремов, Федір Матушевський, В'ячеслав Прокопович, Олександр Шульгин та С. Ерастов. Друкованим органом союзу стала газета «Нова Рада» (перше число вийшло 25 березня 1917). На початку червня 1917 ЦК (Рада Союзу) було реорганізоване: С.Єфремов — голова, В.Леонтович та А.Ніковський — заступники, Ф.Матушевський — скарбник, О.Андрієвська — секретар.
6—7 квітня 1917 нарада членів союзу в Києві вирішила реорганізуватись і відновити колишню Українську радикально-демократичну партію, яка існувала 1905—07, прийнявши до скликання партійного з'їзду її програму. На партійній конференції в червні 1917 було реорганізоване керівництво партії: С.Єфремов — голова, О.Лотоцький та А.Ніковський — заступники, Ф.Матушевський — скарбник, О.Андрієвська — секретар. Партія прийняла нову назву — Українська партія соціалістів-федералістів.